# Зміїношия черепаха зморщена
Зміїношия черепаха зморщена (Chelodina rugosa) — вид черепах з роду Австралійська зміїношийна черепаха родини Змієшиї черепахи. Інша назва «північноавстралійська зміїношия черепаха».

## Опис
Загальна довжина карапаксу коливається від 23 до 40 см. Голова масивна. Має подовжений карапакс. Лапи з розвиненими плавальними перетинками.
Голова й шия сірого або коричневого кольору зверху і кремового знизу. На голові розташовані зморшки, схожі на мережу. Карапакс темно-коричневого кольору або майже чорного. Пластрон жовтого або світло-коричневого забарвлення.

## Спосіб життя
Полюбляє болота та повільні поточні річки. Харчується рибою, пуголовками, земноводними, безхребетними.
Самиця стає статевозрілою у 3—4 роки, самець — у 6—7. Ця черепаха належить до видів, які відкладають яйця під воду. Самиця відкладає до 12 яєць. Розмір яєць 36 × 26 мм, вага 14 г. При температурі 29–30 °C термін інкубації становить 100 днів. З яєць, відкладених у воду, починають вилуплюватися черепашенята, коли субстрат висихає, що може зайняти і 6 місяців.

## Розповсюдження
Мешкає у північній Австралії від мису Йорк у Квінсленді через Північну Територію до району Кімберлі (Західна Австралія).